# Audi RS6
L'Audi RS6 est la version sportive de l'Audi A6 break. Elle est inspirée du concept SportVan présenté en 1985 au salon de Francfort.
Audi, semble-t-il pour rappeler son passé, propose la RS6 en version Avant (break) en premier et non la version berline d'abord, la RS2 en 1994.
Break familial griffé du sigle « Rennen Sport » (RS), l'Audi RS6 Avant C6, présentée au salon de Francfort en septembre 2007, préfigure le design de la prochaine berline RS6 tout en affichant la nouvelle ligne stylistique lancée par Audi. Développée tout comme sa prédécesseure, l'Audi RS6 C5, par la division Quattro GmbH, cette nouvelle RS6 Avant tend à concurrencer aussi bien la BMW M5 Touring que la Mercedes E 63 AMG break.

## Histoire de la gamme de modèles
La première génération, l'Audi RS6 C5, est basée sur l'Audi A6 C5 et elle a été lancée à l'été 2002. L'Audi RS6 est disponible en version tricorps, quatre portes, et en version break, mais la version haut de gamme de la première génération, le RS6 Plus, n'était proposée qu'en version break (Avant). Elle est propulsée par un moteur essence V8 de 4,2 litres d'une puissance maximale de 331 kW (450 ch) et plus tard de 353 kW (480 ch) pour le RS6 Plus. La dernière RS6 C5 est sortie de la chaîne de montage fin 2004 et n'a été remplacée par la deuxième génération que près de quatre ans plus tard.
La successeur était basée sur l'Audi A6 C6 et elle a été produite du printemps 2008 à fin 2010 avec un moteur V10 de cinq litres et une puissance maximale de 426 kW (580 ch).
Entre 2013 et 2018, la RS6 C7, dont le modèle de base est l'Audi A6 C7, n'était proposée qu'en break avec un moteur essence V8 bi-turbo de 4,0 L. Au lieu de la berline, il y avait la RS7 C7.
La quatrième génération, qui est l'Audi RS6 C8, est basée sur l'Audi A6 C8, elle a été présentée en août 2019 et est proposée avec la même cylindrée que le prédécesseur.

## RS6 C5 (2002-2004)

### Historique du modèle
La première Audi RS6 a été officiellement présentée au Salon international de l'automobile de Genève 2002 sur la base de l'Audi A6 C5. La production de la version originale de la RS6 (C5) commence en juin 2002 et prend fin en octobre 2004. Après l'Audi S6 Plus et la RS4, la RS6 est le troisième véhicule produit par la filiale Audi quattro GmbH et le premier modèle Audi doté d'un moteur V8 turbocompressé. Avec une puissance maximale de 331 kW (450 ch), c'était le moteur le plus puissant de quattro GmbH jusqu'à l'apparition de sa successeur en 2008. Les performances que la RS6 atteint malgré son poids à vide relativement élevé de près de deux tonnes sont proportionnellement élevées. Ce fut le premier modèle Audi RS à être vendu en Amérique du Nord.
L'original RS6 fut le haut de gamme du groupe Volkswagen et était initialement disponible en 5 portes Avant, suivi d'une version 4 portes Berline peu après le lancement de l'Avant. Dérivée de l'Audi S6 C5 (elle-même dérivée de l'Audi A6 C5), l'Audi RS6 partage avec ces versions la structure en aluminium ainsi que les moteurs V8. Au total, 8 081 exemplaires de l'Audi RS6, produite dans l'usine de Neckarsulm, ont été construits. La successeur de la RS6 de première génération a été présentée en 2008.

### Carrosserie
La RS6 reste une A6 qui se distingue uniquement par quelques détails, forgeant ainsi son caractère sportif. Elle se différencie notamment par les jantes en alliage léger de 18" (ou 19" en option) sur des pneus de 255 mm de large, les passages de roue beaucoup plus larges et sa caisse rabaissée de 10 mm par rapport à une S6. Les pare-chocs sont modifiés avec trois grandes prises d'air, une au centre pour le refroidissement des radiateurs d'eau et d'huile et deux sur les côtés pour le refroidissement des échangeurs d'air de suralimentation, font également leur apparition et donnent du caractère à la face avant. La «lèvre» du bouclier, dont ce dernier comporte des inserts en forme de nid d'abeille, outre l'aspect esthétique, augmente la portance négative, tout comme l'aileron intégré au couvercle du coffre de la berline. Les feux antibrouillard sont intégrés dans les conduits d'aération de gauche et de droite. À l'arrière apparaissent les deux sorties d'échappement chromés de forme ovale. Les flancs de caisse élargis de façon aérodynamique soulignent encore le profil sportif de l'Audi RS6. L'aluminium est fortement utilisé : sur les baguettes décoratives longeant le cadre de pavillon et les puits de vitre, les rétroviseurs extérieurs, l'encadrement de la calandre et les seuils de porte avec le logo RS6. La carrosserie a été renforcée par rapport à celle de la variante normale, elle est donc plus résistante à la torsion.

### Variantes de carrosserie
L'Audi RS6 était proposée en berline et en break (Avant). Le RS6 Plus, en revanche, n'était disponible qu'en version Avant, à l'exception d'une seule berline rouge en édition spéciale.

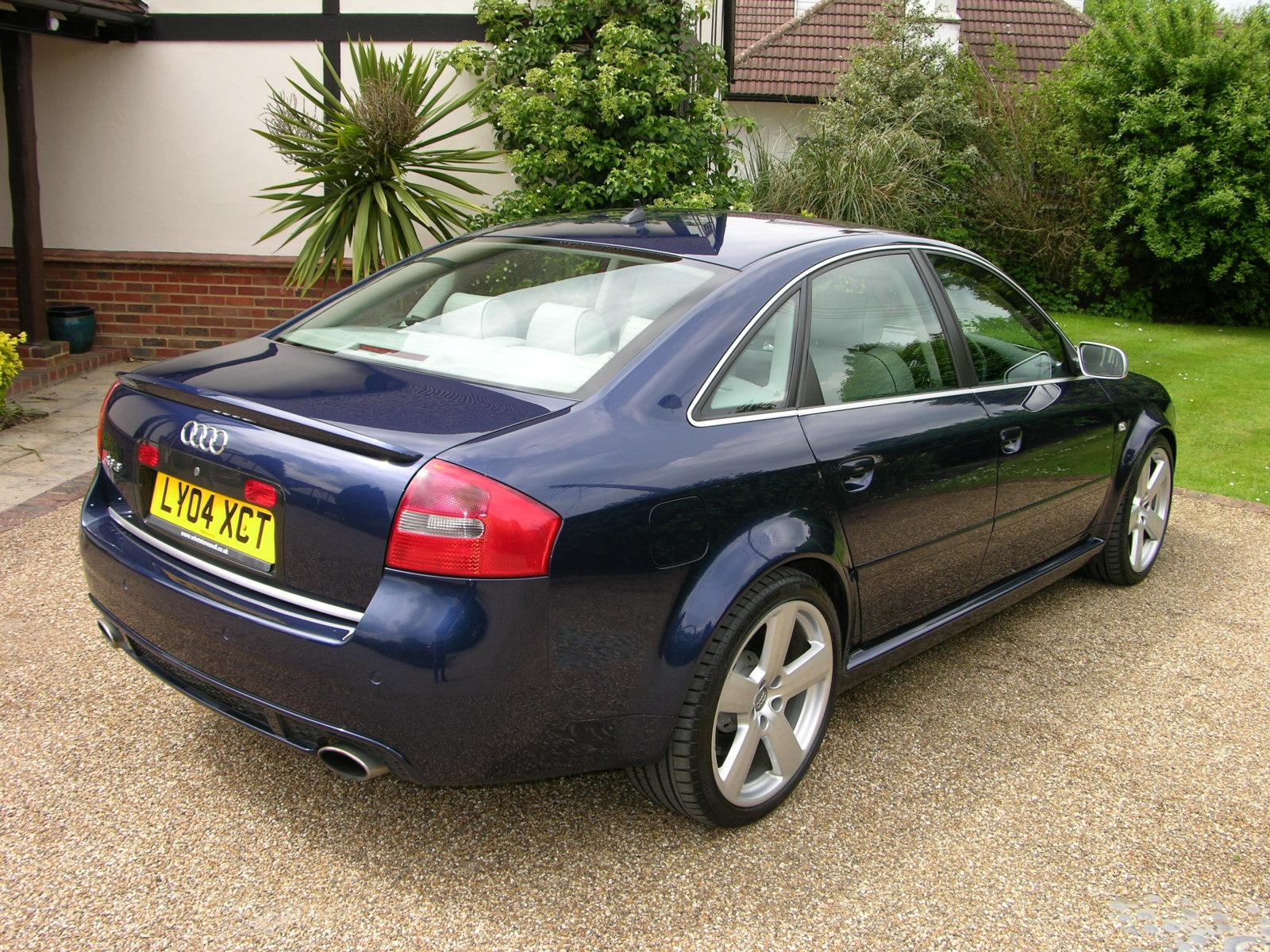
Vue arrière.
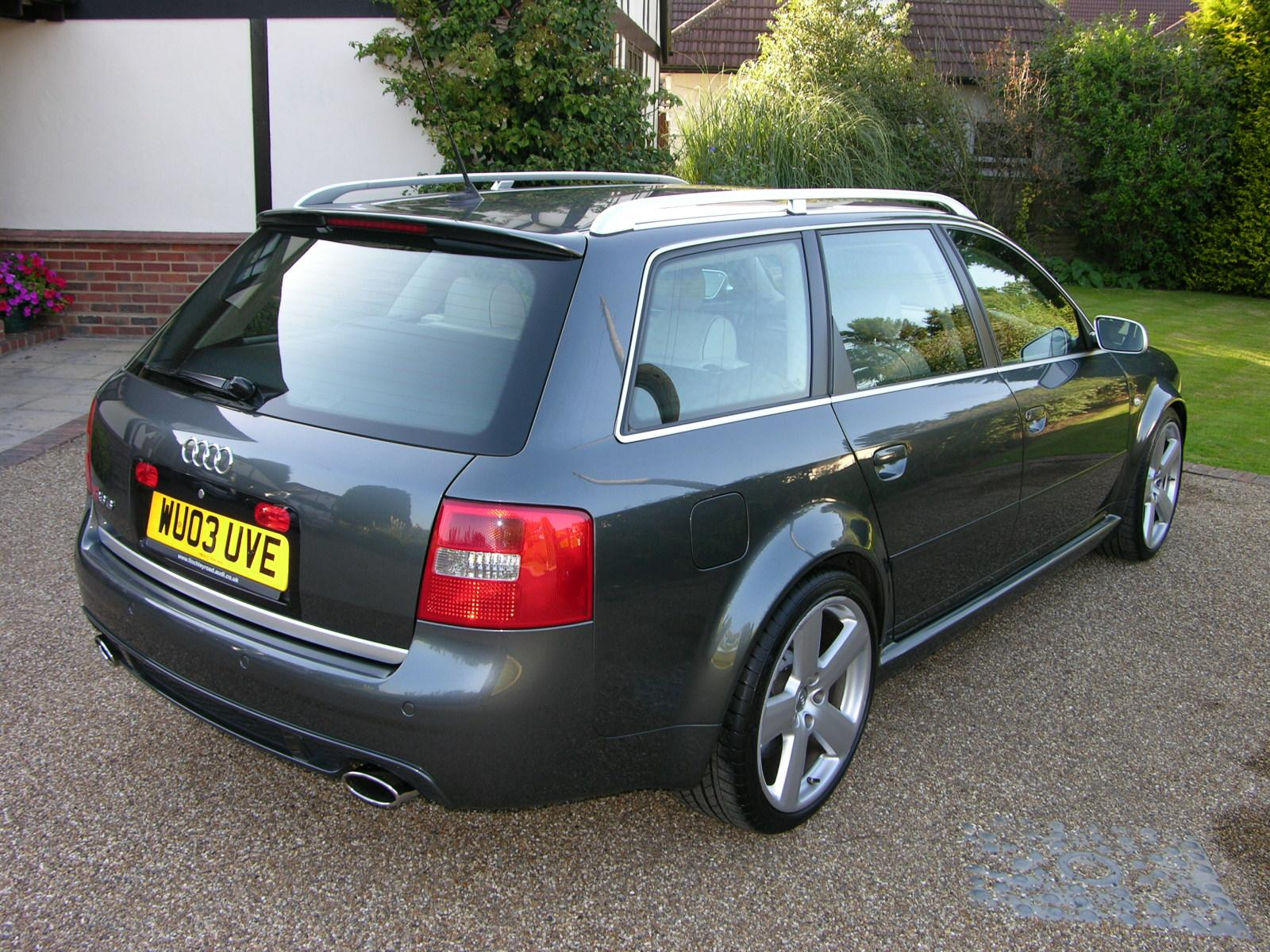
Audi RS6 Avant.
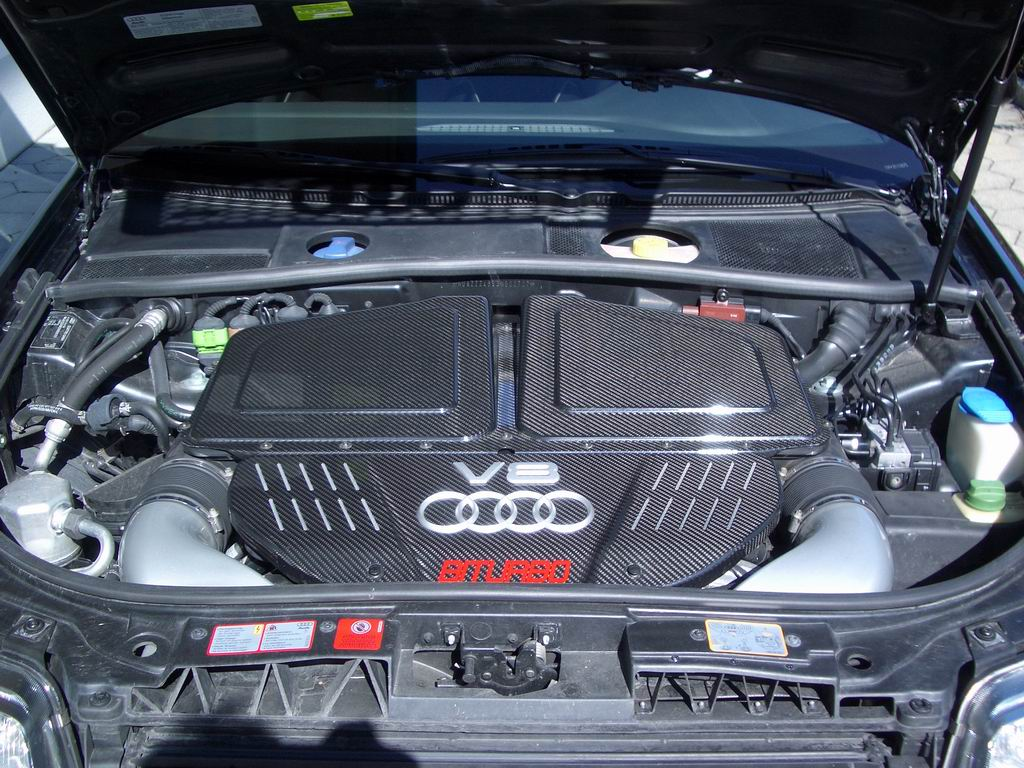
Moteur.
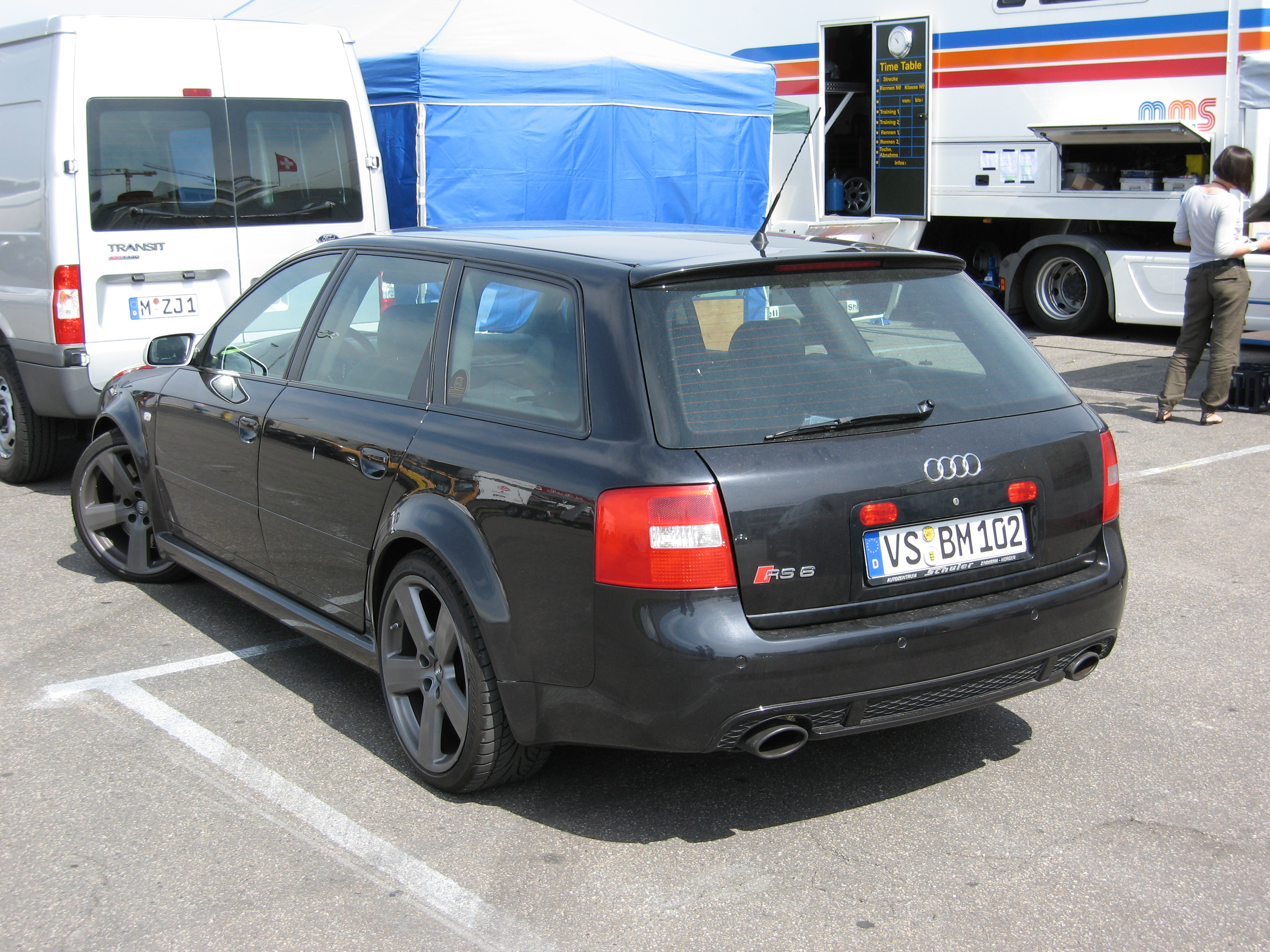
Limité à 999 unités : le RS6 Plus.

### Équipement
Les différences optiques les plus frappantes entre la carrosserie de la RS6 et l'Audi A6 C5 normale sont :
- ailes plus larges ;
- jupes latérales plus larges ;
- becquet de toit plus grand (avant) ;
- phares Xenon-Plus ;
- pare-chocs avant et arrière modifiés ;
- double sorties d'échappement ovales ;
- rétroviseurs extérieurs en aluminium poli mat ;
- jantes en alliage léger standard de 8,5 × 18 pouces (19 pouces en option) ;
- rails de toit.

### Intérieur
Le design de l'intérieur correspond en grande partie à celui de l'A6, seuls les logos RS6 dans le combiné d'instrumentations, un indicateur de vitesse jusqu'à 310 km/h et les sièges Recaro standard avec revêtement en cuir distinguent l'intérieur de la RS6 de celui de l'A6. Le coffre de la berline a une capacité de 424 litres. Le coffre à bagages de la variante break a une capacité de 455 litres, qui peut être étendue à 1590 litres grâce au dossier des sièges arrière rabattables.
L'habitacle, qui peut se décliner en noir ou gris clair, est doté d'une sellerie spécifique, signée Recaro. La garniture de pavillon est quant à elle réalisée en Alcantara noir. Aluminium mat, métaux anodisés de couleur mate noire, plastiques moussés, volant gainé de cuir perforé tout comme le pommeau du levier de vitesses, assemblages millimétrés et ergonomie étudiée sont présents dans l'RS6. Sur demande et sans supplément de prix, les inserts décoratifs des contreportes, du tableau de bord et de la console centrale sont disponibles en vernis noir piano en bois de peuplier couleur agatisé, soit en carbone.
Les équipements de série de la RS6 sont entre autres :
- commandes de climatisation ;
- quatre vitres électriques ;
- sièges Recaro chauffants en cuir ;
- volant en cuir avec palettes de changement de vitesse ;
- six coussins gonflables ;
- accoudoir central à l'avant et à l'arrière ;
- radio CD avec système audio Bose.

### Moteur
L'Audi RS6 C5 est propulsée par un moteur essence V8 de 4 172 cm3 biturbo, développé en Angleterre avec le concours de la société Cosworth, qui a appartenu à Audi de 1998 à 2004. Le moteur est basé sur le moteur V8 d'une puissance maximale de 250 kW (340 ch) de l'Audi S6 C5, qui a été construit de 1999 à 2005. Avec l'aide de deux turbocompresseurs et de deux refroidisseurs intermédiaires, le moteur V8 développait ainsi 331 kW (soit 450 ch) de 5 700 à 6 400 tr/min et 560 N m de couple. Le bloc moteur est en aluminium, chaque cylindre a cinq soupapes. Un refroidisseur d'eau supplémentaire est installé derrière chaque refroidisseur intermédiaire du RS6 Plus. La combinaison du V8 4,2 litres, la variable des soupapes d'admission et double turbocompresseurs a donné à la RS6 une large plage de puissance et de couple maximal disponible de 1 950 à 5 600 tr/min. À l'origine, Audi voulait livrer la RS6 avec une puissance maximale de 368 kW (500 ch), mais la transmission automatique atteignait sa limite de charge à 331 kW (450 ch). Dans cet esprit, les performances n'ont pas été augmentées.
La « cartographie » moteur utilise une unité de contrôle moteur Bosch Motronic ME, qui contrôle toutes les fonctions du fonctionnement du moteur, y compris la livraison de carburant, le système d'allumage, l'ouverture des soupapes, le système de contrôle des émissions, la réduction du couple - ce dernier fonctionnant en liaison avec l'ESP Bosch, dans le cadre de l'« Anti Slip Regulation » (ASR) (système de contrôle de traction). L'« Electronic Differential Lock » (EDL) est une fonction supplémentaire intégrée à l'ESP, qui compare les vitesses individuelles des roues à travers un essieu et déclenche le freinage individuel des roues dès lors que le système perçoit comme ayant perdu la traction. L'EDL modifie dès lors le transfert de couple dans l'axe de la roue/pneumatique qui n'a pas pris contact avec le sol.
Le moteur était compatible avec les normes Euro 3 de l'Union européenne. Il en résulte une émissions de CO2 de 350 g/100 km pour la version Avant.

### Transmission
Le véhicule est uniquement livré avec la transmission automatique Tiptronic de série. Avec la transmission Tiptronic, dans laquelle les cinq vitesses peuvent être présélectionnées, une certaine influence est possible. Avec cela, il est également possible de changer de vitesse manuellement à l'aide des palettes de changement de vitesse sur le volant ou du sélecteur de vitesse.
Les temps de commutation ont été ajustés pour la RS6 et ils sont maintenant plus courts. De plus, la transmission Tiptronic reconnaît le style de conduite actuellement sélectionné par le conducteur et modifie les points de changement de vitesse en conséquence. Même dans les virages serrés, cela fonctionne mieux qu'une transmission automatique à convertisseur de couple conventionnelle et il n'y a pas de changements de vitesse indésirables. Le couple du moteur est d'abord acheminé de l'arbre de sortie au centre Quattro, puis divisé entre les essieux avant et arrière. Une boîte de vitesses manuelle n'était pas proposée pour la RS6.

### Puissance de transmission
La RS6 est disponible uniquement avec la transmission intégrale Quattro, en utilisant la Torsen T-2 dynamique différentiel central (diff), une unité de modification qui a été utilisée dans le W12 6,0 litres de l'Audi A8 D2.

### Châssis
Côté suspensions, la RS6 est abaissée de 20 mm, avec un taux de rigidité augmenté de 30 % et l'amortissement, de 40 %. La RS6 fut également le premier modèle d'Audi équipé du « Dynamic Ride Control » (RDC). Le RDC est principalement mécanique, et utilise une pompe pour fournir une pression supplémentaire aux amortisseurs au cours de virage, d'accélération ou de freinage, de lutter contre le roulis et le tangage. Il réduit le "tangage" (mouvements autour de l'axe transversal, comme le pendage lors du freinage) et le "roulis" (mouvements de la carrosserie autour de l'axe longitudinal). A cet effet, les amortisseurs sont couplés l'un à l'autre en diagonale; si la voiture plonge à l'avant droit, elle ne remonte plus automatiquement à l'arrière gauche.
Ce système d'amortissement spécial modifie les caractéristiques des amortisseurs. Le fonctionnement du système est basé sur l'utilisation du volume d'huile que la tige de piston immergée de l'amortisseur déplace lors de la compression et la variation de pression qui en résulte dans le système d'amortissement. Les amortisseurs ordinaires compensent le volume des tiges de piston immergées avec un coussin de gaz compressible (amortisseur de pression de gaz monotube) ou à l'aide d'un volume supplémentaire dans lequel l'huile déplacée peut se dilater (amortisseur bitube).
En raison de la connexion diagonale des amortisseurs avant avec ceux de l'arrière pour former deux systèmes couplés, les différentes conditions de pression sont utilisées lors des mouvements de la carrosserie afin d'adapter les caractéristiques d'amortissement respectives à des conditions de conduite spécifiques. Il en résulte un réglage de base du châssis confortable, qui en même temps contrecarre les éventuels mouvements de tangage et de roulis de la carrosserie dans presque toutes les situations de conduite.
Le système peut ajuster constamment la rigidité à chaque amortisseur et à la fois permet de profiter d'un confort sur des routes droites, et d'un haut niveau de l'équilibre et d'adhérence dans les virages difficiles, l'accélération ou de freinage. Le principal avantage du RDC est qu'il fonctionne sans avoir besoin d'électronique complexe, contrairement aux systèmes de Mercedes et d'autres concurrents.

### Performances
|                            | 4,2 L 450                      | 4,2 L 450 Avant                | 4,2 L 480 Avant                |
| Moteur                     | V8                             | V8                             | V8                             |
| Alimentation               | Bi-turbos                      | Bi-turbos                      | Bi-turbos                      |
| Cylindrée                  | 4 172 cm3                      | 4 172 cm3                      | 4 172 cm3                      |
| Puissance maxi             | 450 ch (331 kW) à 5 700 tr/min | 450 ch (331 kW) à 5 700 tr/min | 480 ch (331 kW) à 5 700 tr/min |
| Couple maxi                | 560 N m à 1 950 tr/min         | 560 N m à 1 950 tr/min         | 560 N m à 1 950 tr/min         |
| Norme environnementale     | Euro 3                         | Euro 3                         | Euro 4                         |
| Boîte de vitesses          | Automatique 5 rapports         | Automatique 5 rapports         | Automatique 5 rapports         |
| Transmission               | Intégrale permanente           | Intégrale permanente           | Intégrale permanente           |
| Vitesse maxi               | 250 km/h                       | 250 km/h                       | 280 km/h                       |
| 0-100 km/h                 | 4,7 s                          | 4,7 s                          | 4,6 s                          |
| Consommation (en L/100 km) | 14,6 L                         | 14,6 L                         | 14,6 L                         |
| Émissions de CO2 (en g/km) | 350 g                          | 350 g                          | 350 g                          |
| Capacité du réservoir      | 82 L                           | 82 L                           | 82 L                           |
| Masse à vide (kg)          | 1 840 kg                       | 1 865 kg                       | 1 865 kg                       |

### Habitabilité - Confort
Les sièges avant ont une performance équivalente à des baquets, en matière de confort, moulant les formes du conducteur. Les multiples réglages électriques permettent de trouver rapidement la position de conduite idéale et les grands gabarits apprécieront l'assise réglable en longueur. Audi propose par ailleurs un système de chauffage des sièges. L'ergonomie des commandes est bien pensée ; la RS6 est le premier modèle de la marque à se voir doter de commandes des vitesses au volant, comme sur la BMW M3 SMG II.
Avec son 1,92 m, l'Audi RS6 profite aux passagers arrière, qui disposent d'un espace aux genoux important pour la catégorie. Avec un plancher peu profond, le coffre ne dispose pas, avec ses 434 L, d'un volume extraordinaire. La modularité des sièges est cependant remarquable pour l'époque, grâce à l'apparition de sièges fractionnable 2/3 - 1/3.
L'habitacle de la RS6 est richement équipé de série : sièges chauffants, porte-gobelets, système audio Bose, système d'aide au stationnement (avant et arrière), GPS, récepteur TV, téléphone fixe, climatisation bi-zone. Pour la sécurité, le contrôle de la pression de gonflage des pneumatiques est également de série. Sur le plan de la sécurité passive, l'équipement de série comprend des airbags frontaux pour le conducteur et le passager avant, et des airbags latéraux à l'avant ainsi que des airbags de tête Sideguard Audi.

### RS6 Plus C5
Entre avril et octobre 2004, la gamme RS6 termine sa vie avec une version limitée « survitaminée », nommée RS6 Plus développée par la division sport d'Audi. La puissance est ainsi élevée à 480 ch à 6 000 tr/min, avec les mêmes 560 N m de couple de 1 950 à 6 000 tr/min. Cette nouvelle performance est réalisée grâce à une nouvelle unité de contrôle moteur (ECU), et deux autres radiateurs à refroidissement liquide sont montés, notamment pour satisfaire aux conditions climatiques des pays plus chaud. Les chiffres officiels indiquent un 0 à 100 km/h en 4,6 secondes, un 0 à 200 km/h en 17,3 secondes, et une vitesse de pointe de 280 km/h. La RS6 Plus est équipé du RDC en standard et en option, une suspension Sports Plus, qui a abaissé le niveau des suspensions de 10 mm supplémentaire.
La voiture était disponible seulement en version Avant, et est vendue seulement sur les marchés européens. Les différences visuelles pour la RS6 Plus incluent le pack optique noir, qui encadre de noir la calandre, les garnitures extérieures de fenêtres, le hayon, les rails de toit, et l'échappement… La version RS6 Plus était une version limitée à 999 unités et fut vendue très rapidement pour un prix de 101 050 € (au 6 avril 2004). La seule RS6 Plus berline jamais construite a coûté 132 000 euros, équipement individuel compris, et a été livrée en Autriche. Une touche d'exclusivité fit son apparition grâce à une plaque d'identification affichée sur la console, sur laquelle était gravé le numéro de l'unité produite.

#### Équipement
L'équipement supplémentaire par rapport à la RS6 est entre autres :
- accessoires chromés noir mat (seuls les rétroviseurs extérieurs sont en aluminium brillant, toutes les autres pièces chromées sont en noir) ;
- un système d'échappement sport de quattro GmbH avec des sorties d'échappement anodisées en noires ;
- 22 kW (30 ch) de puissance maximale en plus (le couple maximal est resté à 560 Nm) ;
- roues standard de 19 pouces au lieu de 18 pouces ;
- freins avec disques de frein perforés de quattro GmbH ;
- châssis sport Plus de quattro GmbH (en option sans frais supplémentaires).

#### Intérieur
L'Audi RS6 Plus était livrée dans une sellerie de cuir noir naturel, munie de fibre de carbone comme garniture. Moyennant un supplément, la RS6 plus pouvait être équipée d'équipements en cuir bicolore et en Alcantara. Les clients peuvent choisir entre toutes les couleurs standard extérieures de la RS6, additionnées aux ensembles bleu, argent et noir/cognac. *L'ensemble Blue comprend une carrosserie «Sprintblau» à effet perlé, les sièges sont en cuir noir Alcantara agrémentés d'argent au centre. Le bleu des filets dans les inserts en fibre de carbone fait écho à la couleur de la carrosserie.
- La version Silver remplace évidemment le bleu par l'argent auquel sont ajoutés des inserts en aluminium brossé.
- L'ensemble Black Cognac prend les couleurs de l'ébène ajouté à des bandes noir «piano»[17].

À l'intérieur, des bandes de garniture en carbone et les pédales et repose-pieds en aluminium brillant identifie le RS6 Plus. De plus, le système de navigation disponible dans le RS6 Plus était équipé d'un lecteur DVD, d'un écran 16:9 et d'une logique de fonctionnement MMI (Multi Media Interface), contrairement aux modèles RS6 des années précédentes.

#### Technologie
Le RS6 Plus possède le système d'échappement sport déjà mentionné, des freins et un châssis sport, un moteur avec des performances accrues grâce à des modifications logicielles et une vitesse de pointe plus élevée (280 km/h). De plus, le RS6 Plus dispose de deux refroidisseurs d'eau supplémentaires qui se trouvent directement derrière les refroidisseurs intermédiaires. Cependant, ces refroidisseurs d'eau supplémentaires étaient déjà disponibles dans la RS6 normale dans la version dite "Heißländer-Ausführung", c'est-à-dire la version qui a été livrée dans les pays où les températures extérieures sont très élevées. En raison du refroidisseur d'eau supplémentaire, la quantité d'eau de refroidissement est supérieure de deux litres à celle de la RS6.

#### Performances
- Accélération de 0 à 100 km/h : 4,6 secondes
- Accélération de 0 à 200 km/h : 17,3 secondes
- Vitesse de pointe : 280 km/h (raccourci)
- Poids à vide : 1880 kg (pour le break)
- Rapport poids/puissance : 5,64 kg/kW (4,15 kg/ch)

### RS6 en courses
La RS6 a couru dans les courses américaines Speed World Challenge pendant deux ans, concourant les deux années pour la victoire. Cependant, la saison 2005 s'est avérée difficile en raison des restrictions imposées à Audi Champion par le SCCA. La RS6 était concurrencée par une Cadillac CTS-V, mais demeura tout de même vainqueur. Ce fut la RS6 de course Audi Racing qui décida de produire la RS6 de série.

## RS6 C6 (2008-2010)

### Historique du modèle

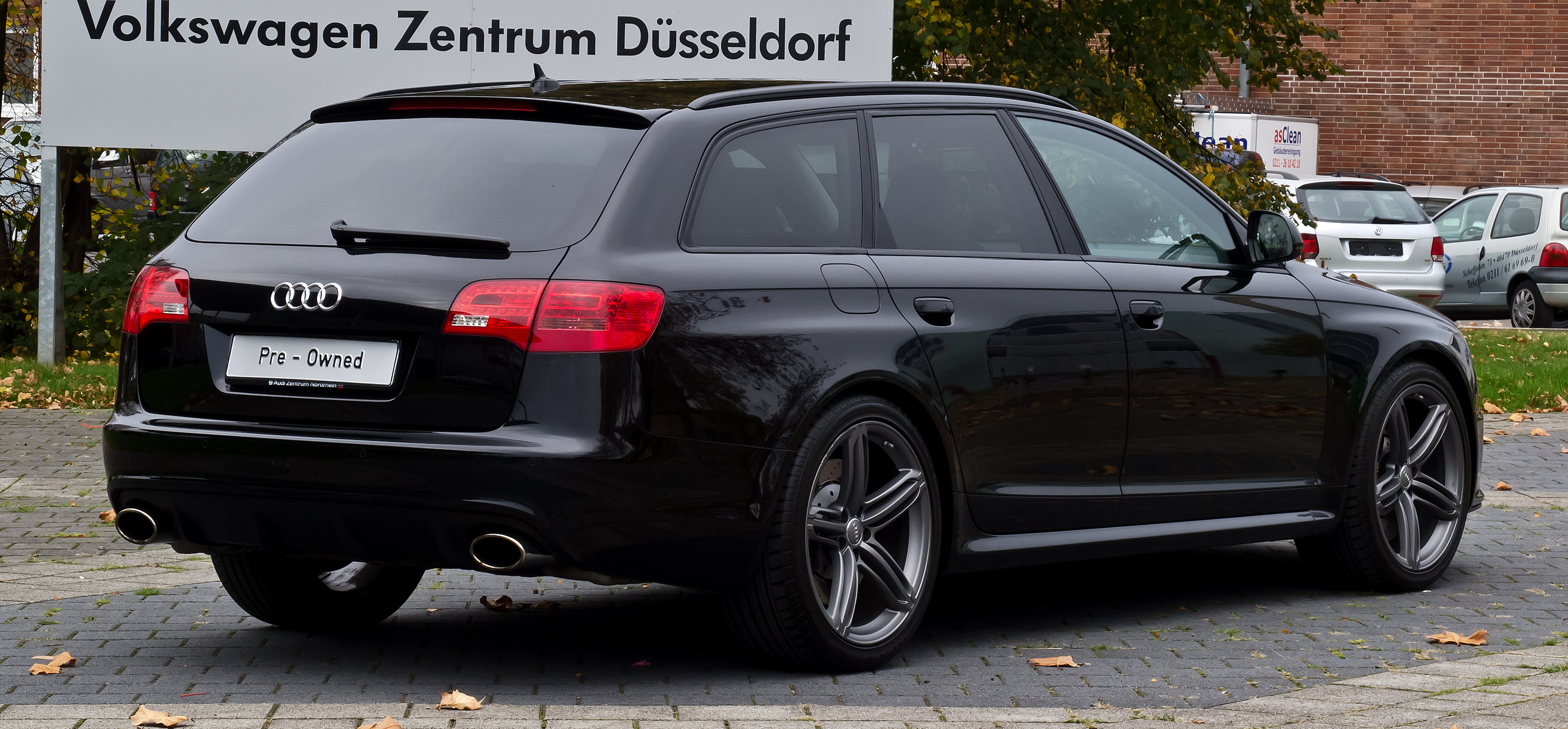
Audi RS6 Avant

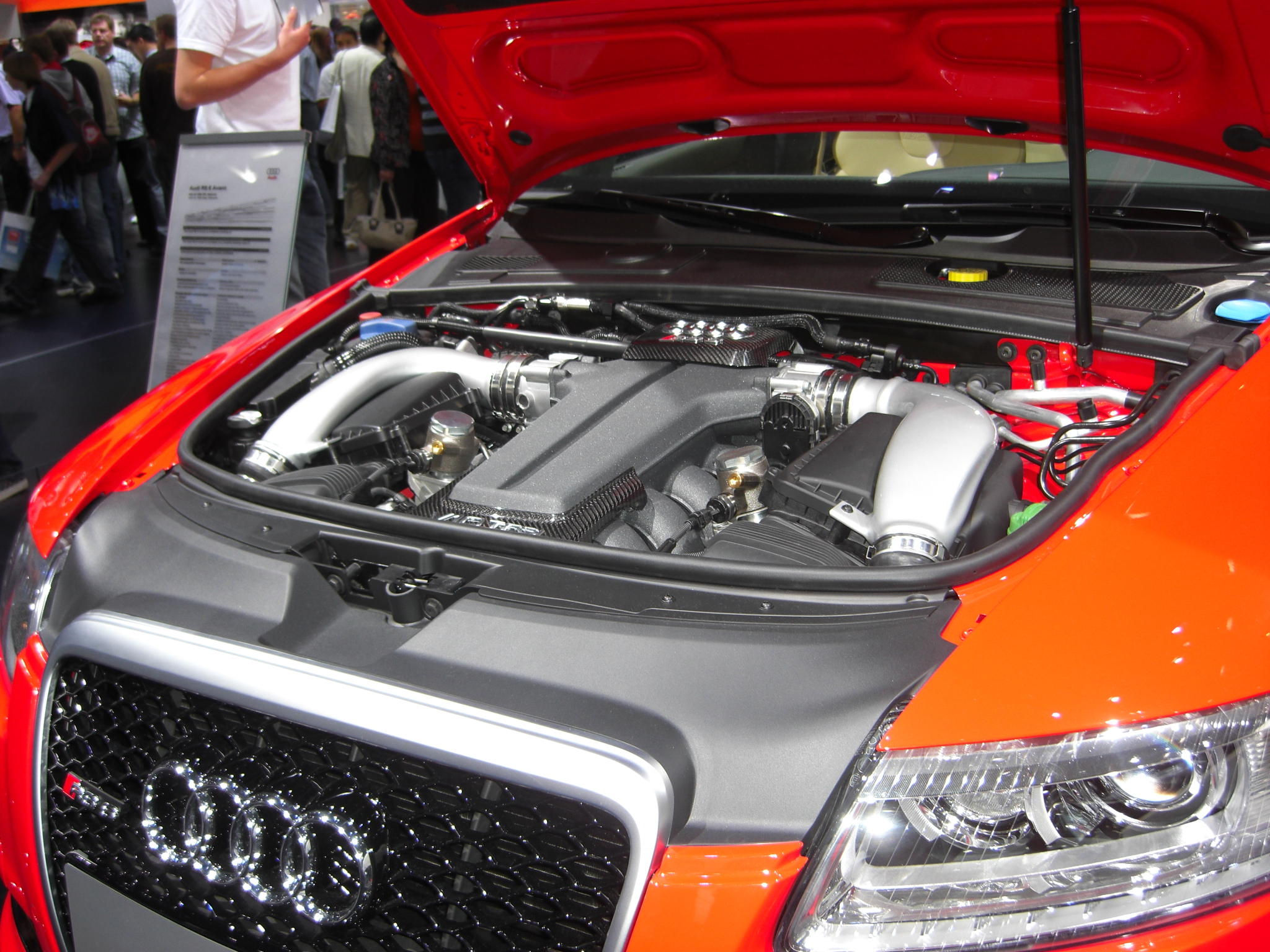
Moteur V10

Les livraisons de la RS6 Avant ont commencé en avril 2008. La berline est apparue lors du lifting de l'A6 en octobre 2008. Le prix de base de l'Avant était de 110 650 euros, tandis que la berline était disponible à partir de 108 400 euros. Les dernières variantes, la Plus, étaient limitées à 500 pièces.
Esthétiquement, cette nouvelle RS6 se distingue par les éléments sportifs habituel d'Audi : une grille de radiateur en nid d'abeille noir, de larges prises d’air à l'avant, des ailerons, un diffuseur arrière et des feux de jour à LED intégrés dans les phares principaux. Certains traits rappellent les Audi d'antan comme les ailes renflées à la forme caractéristique Audi Quattro des années 1980.
La production de la RS6 s'est terminée fin 2010. Au total, 4674 véhicules ont été produits au cours de la période de construction de deux ans. Parmi ceux-ci, 3 897 breaks (83%) et 772 berlines (17%).

### Moteur
Équipée d'un moteur V10 TFSI développant 580 ch à 6 250 tr/min et octroyant 650 N m dès 1 500 tr/min, l'Audi RS6 dépasse une Ferrari F430 Scuderia en puissance. Le moteur d'une cylindrée totale de 4 991 cm3 de la RS6 est dérivé du V10 de la marque Lamborghini et du moteur de la Lamborghini Gallardo dont Audi est le propriétaire depuis 1998, mais a été remanié en profondeur pour fournir un niveau de puissance supérieur par l'adaptation de l'injection à essence direct TFSI et deux turbocompresseurs à géométrie variable. Cette technologie permet entre autres de minimiser la consommation de carburant et d'améliorer l'efficacité de la combustion. Il se révèle par ailleurs plus silencieux. En comparaison, la précédente génération d'Audi RS6 ne développait que 450 ch. Le biturbo garantit une poussée impressionnante (une pression de 0,7 bar génère 2 200 m3 d'air par heure soit le volume d'une piscine) et régulière sur l’intégralité de la gamme de régimes : le couple maximum est disponible sur toute la plage allant de 1 500  à   6 250 tr/min, la puissance maximum entre 6 250  et   6 700 tr/min.
Ce moteur, à la base atmosphérique, confère à l’Audi RS6 Avant les performances d’une supercar ... dans un break. Il ne met que 4,6 secondes pour accélérer de 0 à 100 km/h et atteint la vitesse de 200 km/h en seulement 14,9 secondes. La nouvelle cartographie de l'accélérateur ouvrant les papillons en grand dès la moindre pression sur l'accélérateur n'est pas étrangère à ces performances. Un total de sept radiateurs, et quatre ventilateurs de refroidissement électriques sont nécessaires pour refroidir le moteur et les composants sous le capot de la RS6.
Le limiteur électronique n’intervient qu’à partir de 250 km/h, voire 280 km/h en option. Une lubrification par carter sec lui souscrit la possibilité de supporter des accélérations transversales prolongées supérieures à 1,2 G. Le rapport poids/puissance accuse quelque peu la surcharge de la RS6 : pour un poids total de 2 025 kilogrammes à vide, largement réparti sur l'avant, avec la transmission intégrale Quattro qui privilégie le caractère propulsion (60 % du couple à l'arrière et 40 % à l'avant en marche normale, tout comme l'Audi S5), qui équipe déjà l'ensemble de la gamme Audi, dynamique et très sûre selon la plupart des spécialistes, il ne s’élève en effet qu’à 3,5 kg/ch.

### Transmission
Audi offre par ailleurs une nouvelle boîte de vitesses Tiptronic à 6 rapports automatique, avec la possibilité de passer les vitesses manuellement par l'intermédiaire des palettes à l'arrière du volant. Elle dispose également d'un programme de changement de vitesse dynamique et sportif, d'un convertisseur de couple hydraulique avec un embrayage de verrouillage contrôlé et de temps de passage plus courts.

### Système de freinage
Les disques de freins de 390 mm à l'avant et 356 mm à l'arrière sont équipés d'étriers fixes en aluminium de 6 pistons peints en noir et griffés du badge RS, l’essieu arrière se caractérise par des étriers de frein perforés et flottants. Un système de freinage avec des disques de frein en céramique de 420 mm (avant) et 356 mm (arrière) est disponible moyennant un supplément.

### Design
L'Audi RS6 affiche les mêmes traits de caractère que les Audi actuelles, si bien qu'elle ne se distingue que de peu des versions classiques. La calandre Single Frame, symbole de la marque aux quatre anneaux, est présente dans une version nid d'abeille noire laquée ainsi que le chapelet de 10 LED (diode électroluminescente) associée à des projecteurs bi-xénon, nouvelle signature d'Audi.
La RS6 présente par ailleurs de larges prises d'air sur la proue, maximisées pour mieux faire respirer le V10, un becquet de pavillon et d'un diffuseur aérodynamique. Les deux sorties d'échappement ovales témoignent quant à eux du caractère sportif de ce break, tout comme les jantes de 19" voire 20" en option. Les passages de roue ont été également élargis, tout comme ses ailes élargies à l'arrière.
La présentation est luxueuse et la finition soignée, typiques de la marque Audi, avec en plus les quelques touches de sportivité qui distingue les A. des RS. : les  sièges baquets griffés RS6, le volant à méplat et les plaquages d'aluminium contrastant avec le noir de la sellerie en sont autant d'éléments. L’intérieur fait la part belle au carbone, à l’aluminium, au cuir et à l’alcantara.

### Berline
Le 12 août 2008, Audi révéla la version berline (ou Sedan en anglais) de sa super-sportive, contre toute attente des journalistes qui pensaient la découvrir au salon de l'automobile de Paris 2008. Le moteur est sensiblement le même que la version Avant : un V10 bi-turbo à injection directe et carter sec inspirés de la course automobile (essentiellement de l'Audi R10) de 580 ch développant 650 N m de 1 500 à 6 250 tr/min. La version Berline est cependant et évidemment plus légère que l'Avant, avec 1 972 kg pour un rapport poids/puissance de 3,4 kg/ch soit 0,09 de moins que le break.
La suspension a été particulièrement travaillée grâce à quatre bras en aluminium pour chacune des roues avant. Pour réduire le tangage et le roulis, un contrôle dynamique basé sur un système hydraulique est placé au niveau des amortisseurs.
À l'arrière, les deux grandes sorties d’échappement ovales sont classiques des RS. Des jantes 19 pouces en alliage avec des pneus 255/40 ont été montées sur l'RS6.

### Performances
|                            | 5,0 L 580                                 | 5,0 L 580 Avant                           |
| Moteur                     | V10                                       | V10                                       |
| Alimentation               | Bi-turbos                                 | Bi-turbos                                 |
| Cylindrée                  | 4 991 cm3                                 | 4 991 cm3                                 |
| Puissance maxi             | 580 ch (426 kW) à 6 250 tr/min            | 580 ch (426 kW) à 6 250 tr/min            |
| Couple maxi                | 650 N m                                   | 650 N m                                   |
| Norme environnementale     | Euro 5                                    | Euro 5                                    |
| Boîte de vitesses          | Automatique ZF 6 rapports à convertisseur | Automatique ZF 6 rapports à convertisseur |
| Transmission               | Intégrale permanente                      | Intégrale permanente                      |
| Vitesse maxi               | 250 km/h (limitée)                        | 250 km/h (limitée)                        |
| 0-100 km/h                 | 4,5 s                                     | 4,6 s                                     |
| Consommation (en L/100 km) | 13,9 L                                    | 14,0 L                                    |
| Émissions de CO2 (en g/km) | 331 g                                     | 333 g                                     |
| Capacité du réservoir      | 80 L                                      | 80 L                                      |
| Masse à vide (kg)          | 1 985 kg                                  | 2 025 kg                                  |

### Technologies
La boîte automatique Tiptronic (convertisseur de couple) à 6 rapports se révèle aussi rapide qu'une boîte DSG développée par Volkswagen. L'ESP est évidemment de série comme sur bon nombre de voitures de sport, mais dans une version totalement redéfinie pour intervenir le plus tard possible et reprend le contrôle dès les prémices de dérapage en faisant varier individuellement la puissance fourni par le moteur aux différentes roues. Le conducteur peut cependant désactiver totalement l'ESP s'il le désire.
L'Audi RS6 s'équipe d'un amortissement piloté : un système antiroulis actif dynamic ride control (DRC), emprunté à l'Audi RS4. Purement mécanique, il permet de réduire le roulis en courbe en couplant hydrauliquement les amortisseurs en diagonale grâce à deux circuits hydraulique et une vanne centrale, jugulant ainsi les mouvements de roulis et de tangage. En marche normale, la vanne demeure ouverte, mais en mode sport ou dès lors que le roulis ou le tangage se font sentir, elle se ferme augmentant ainsi la pression dans les circuits hydrauliques ce qui comprime les amortisseurs et maintient la caisse droite.
En option, l'Audi RS6 s'équipe du système associé à l'amortissement Sport Plus qui octroie au conducteur la possibilité de choisir son type d'amortissement entre 3 modes : Dynamic, Sport et Comfort. La RS6 est, en mode S, couplé à un échappement by-pass qui permet au V10 biturbo d'exprimer une sonorité plus sportive. Toutefois, le propriétaire pourra opter pour un échappement Sport plus exclusif.

### Habitabilité - Confort
Le système DRC de connexion des amortisseurs en diagonale autorise tout à la fois des mouvements assez amples de pompage et un bon maintien de caisse en roulis, plongée ou cabrage. D'un point de vue sécurité, l'Audi RS6 est équipée de série de l'ABS avec amplificateur et répartiteur de freinage tout comme sur l'Audi R8, ainsi que de l'antipatinage et de l'ESP.
À l'intérieur, le confort est principalement lié aux sièges : ici, le maintien renforcé des sièges avant, certes utile au confort, limite légèrement l'accès. Le coffre propose 565 L, standard pour la gamme des breaks familiale. L'Audi RS6 profite par ailleurs d'un système d'arrimage des objets dans le coffre, probablement utile pour ce genre de supercar.
Cependant, de nombreux équipement demeurent en option, à l'image du volant à réglage électrique, du hayon à fermeture électrique, des mémoires sur les sièges électriques avant ainsi que la clé mains libres ou encore le ciel de pavillon en microfibre.

### RS6 Plus
La génération C6 s'est écartée de la tradition "Plus" et se divise désormais en deux finitions d'équipements différentes. Le modèle "Plus" est limité à 500 véhicules et atteint une vitesse de pointe de 303 km/h.

#### RS6 Plus Sport
- Badge sur la console centrale avec numéro de production de l'édition limitée
- Roues de 20 pouces en aluminium coulé à cinq segments avec pneus 275/35
- Panneaux en carbone dans le compartiment moteur
- Châssis sport Plus
- Augmentation de la vitesse de pointe à 303 km/h (limitée)
- Couverture du tableau de bord côté conducteur avec console centrale latérale en cuir
- Tapis de sol avec inscription RS6
- Pavillon en Alcantara en option

#### RS6 Plus Audi Exclusive
- Toutes les caractéristiques d'équipement de la finition Sport avec en plus :
  - Commandes, panneaux de porte et accoudoirs en cuir

### Préparateurs

#### Digi-tec
Dénommée Audi RS6 Digi-tec, du nom de son préparateur, son V10 biturbo a été poussé à 630 ch, ce qui lui permet d'atteindre le 0 à 100 km/h en 4,3 secondes pour une vitesse de pointe de 320 km/h. Un propriétaire de ce genre de bolide peut toujours débourser 2 549 € pour voir son moteur augmenter de 50 ch. Le couple, quant à lui, acquiert 50 N m pour ainsi atteindre les 700 N m. Sur le plan esthétique cependant, rien n'a été modifié, hormis l'installation de jantes de 22".

#### MTM
L’équipe du préparateur allemand MTM s'est également décidée à donner encore plus de punch au break « familial » d'Audi.
Un V10 biturbo de 580 ch n'étant apparemment pas suffisant pour ces préparateurs, MTM décline deux stages pour gonfler le bloc d'Audi. Une première reprogrammation électronique permet d'atteindre les 656 ch pour 780 N m de couple. Toujours trop petit, une seconde programmation, en conservant un couple identique, permet d'extraire du V10 730 chevaux. Cette version effectue alors le 0 à 100 km/h en 3,9 secondes pour plus de 300 km/h de vitesse maximale.
Une acquisition d'un tel moteur atteint alors les 4 000 € pour la première des préparations. En ce qui concerne le design, MTM propose des jantes de 21″, un diffuseur carbone ou de nouveaux boucliers, qui soulignent son caractère déjà très agressif.

##### BR Performance
L'équipe du préparateur BR Performance (très connu pour sa reprogrammation d'un Multiplamg) a également réussi à « doper » encore plus l'Audi RS6. Pour un V10 biturbo de 580 ch, 3 stages de reprogrammations sont disponibles. Stage 1 : 100 ch supplémentaires soit un total de 680 ch et un couple à 800 N m. Stage 2 : 120 ch supplémentaires soit un total de 700 ch et un couple de 800 N m (pour cette reprogrammation quelques pièces doivent être ajoutées, notamment une ligne d'échappement complète Milltek). Stage 3 : gain de 270 ch avec un couple de 1 000 N m (stage 2 + turbo).

## RS6 C7 (2013-2018)
En décembre 2012, la troisième génération de la RS6 a été présentée sous la variante Avant. L'Audi RS6 C7 est la version sportive du break de l'Audi A6 C7.
La transmission intégrale Quattro et une boîte automatique à 8 rapports sont de série. Par rapport à son prédécesseur, le poids à vide serait inférieur d'environ 100 kilogrammes. Une consommation de carburant standard combinée entre 9,6 à 9,8 l/100 km est atteint grâce à diverses mesures.
Le lancement sur le marché de cette RS6 a eu lieu à l'été 2013 et le prix en Allemagne commencait à 107 900 euros (brut).

### Design
Elle se distingue de l'A6 par ses doubles sorties d'échappement, ses rétroviseurs argentés, son diffuseur, ses jantes, ses passages de roue plus larges, etc.
Elle n'est disponible qu'en break.

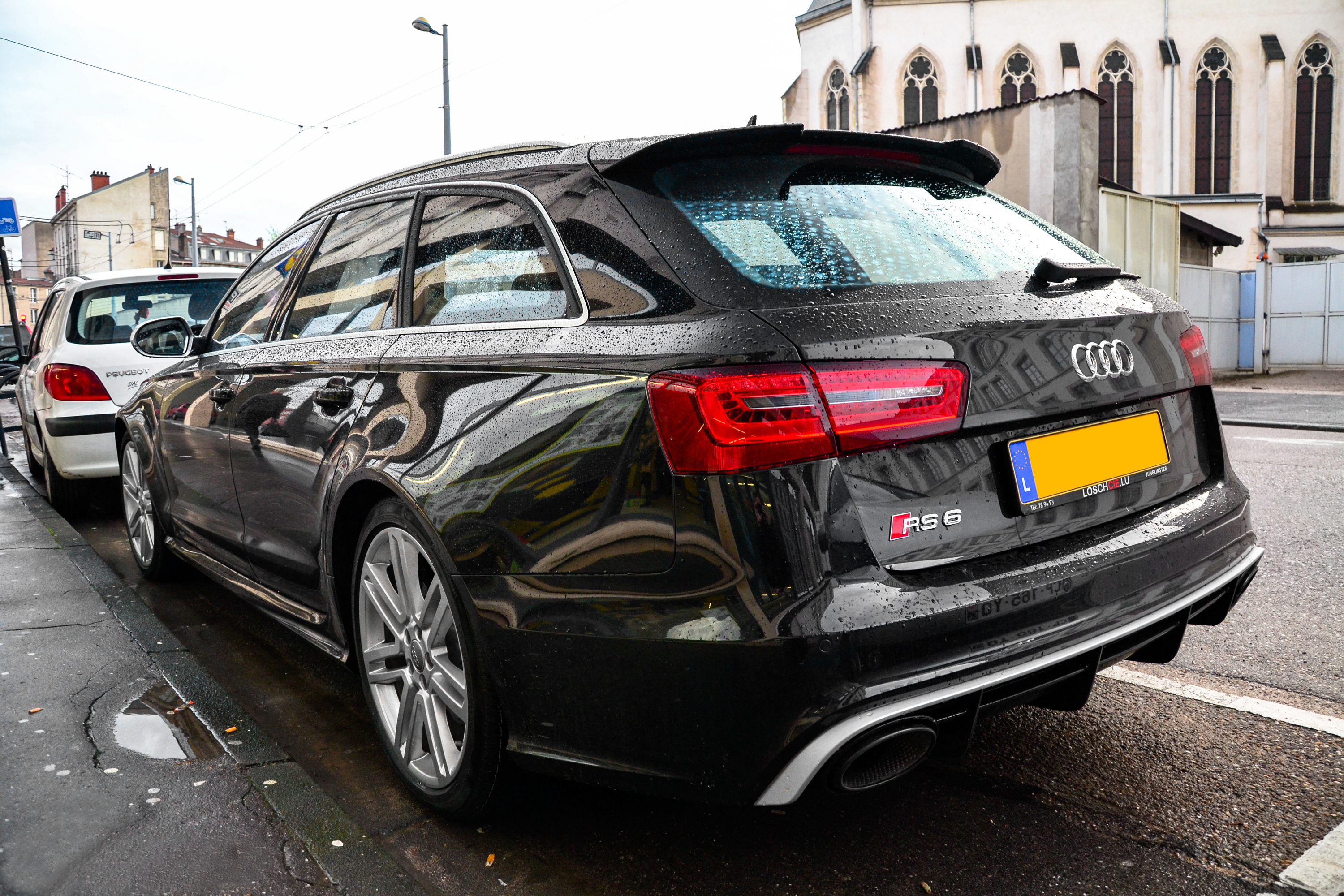
Vue arrière (2013–2014)
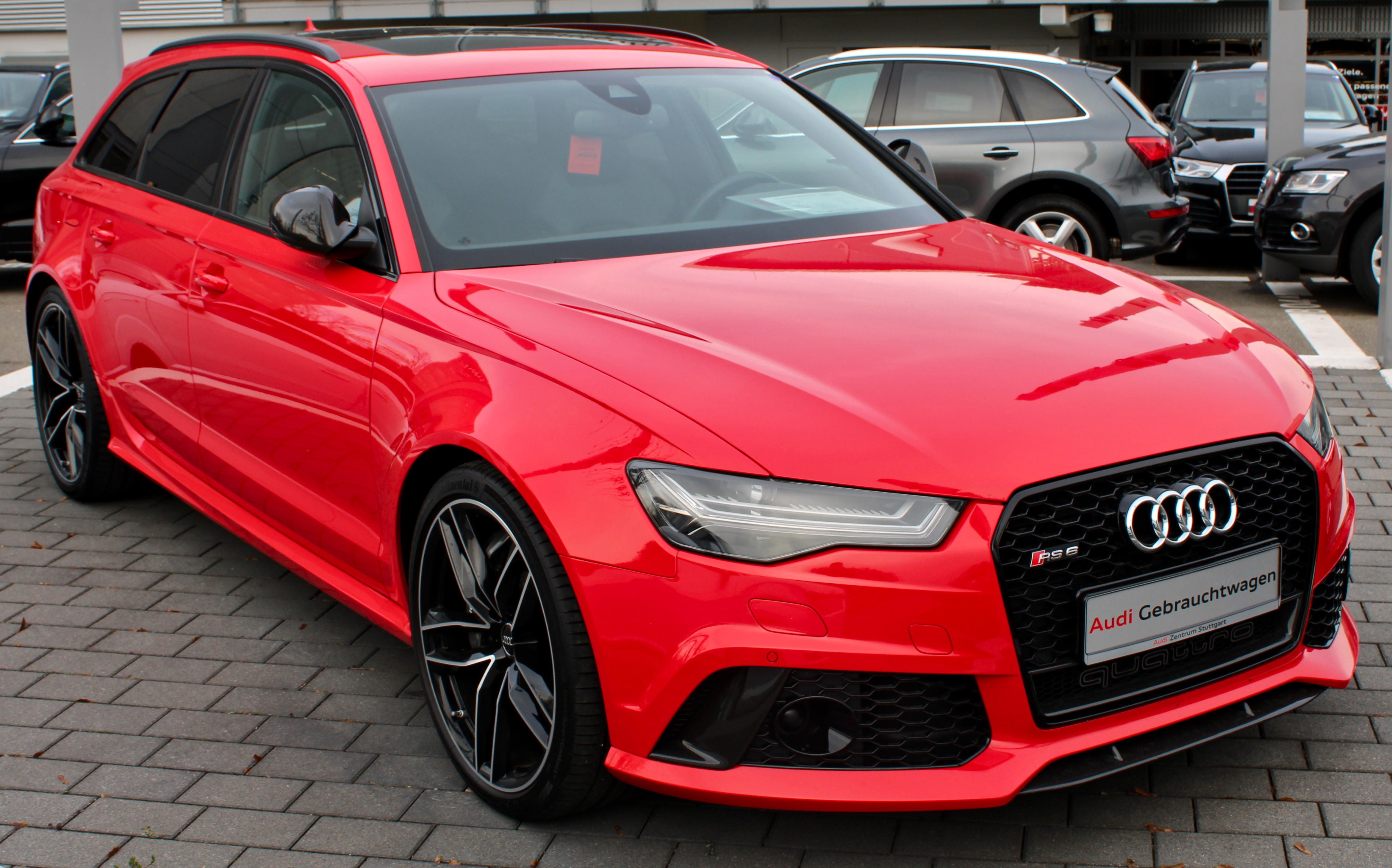
RS6 Avant (2014–2018)
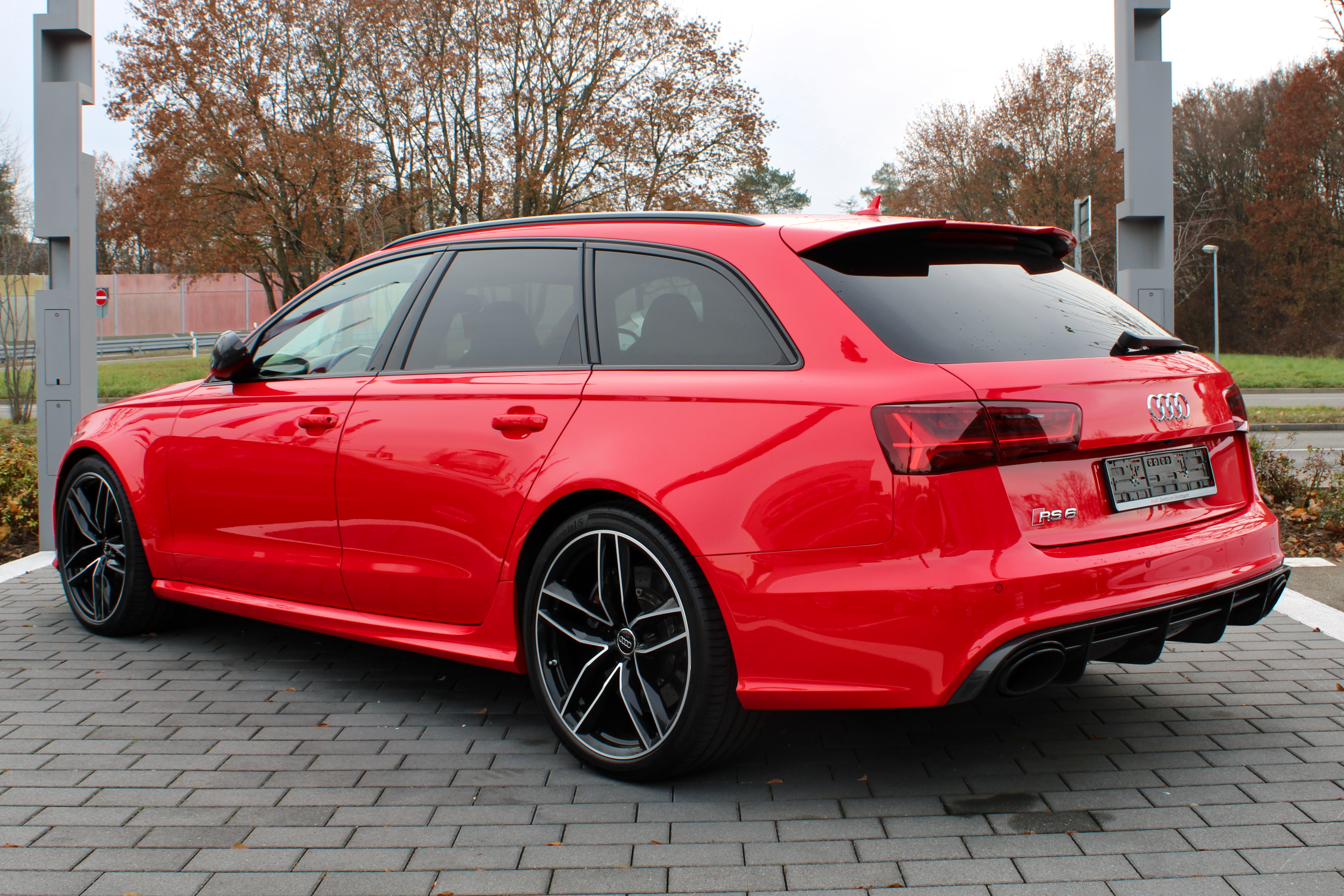
Vue arrière (2014–2018)

### Performances
Elle embarque un moteur V8 biturbo TFSI avec suralimentation et désactivation des cylindres développant 560 ch (412 kW) à 5 700 tr/min et un couple 700 N m dès 1 750 tr/min. Le moteur d'une cylindrée de 3 993 cm3 est partagé avec l'Audi S6 et S7 dans une configuration de 420 ch, 520 ch pour S8 et 507 ch pour la Bentley Continental GT V8.
Ce moteur est moins puissant que sa devancière mais plus performant : 3,9 secondes pour aller de 0 à 100 km/h contre 4,6 secondes.
Elle est bridée à 250 km/h mais peut aller jusqu'à 280 km/h avec le pack dynamisme et 305 km/h avec le pack dynamisme plus.

### Technologies
Ce moteur est équipé d'un système de coupure des cylindres : à rythme peu élevé, il ne fonctionne que sur quatre cylindres.

### Abt RS6-R
Le préparateur allemand Abt Sportsline a sorti un modèle préparé de la RS6. Le modèle est présenté au Salon international de l'automobile de Genève en 2014. La voiture dispose alors d'une puissance de 730 ch à 920 N m pour une vitesse maximale de près de 320 km/h avec une production limitée à 25 exemplaires.
Au niveau de l'esthétique, l'auto dispose de kits de carrosserie en carbone et de sièges brodés.

## RS6 C8 (depuis 2019)

### Historique du modèle

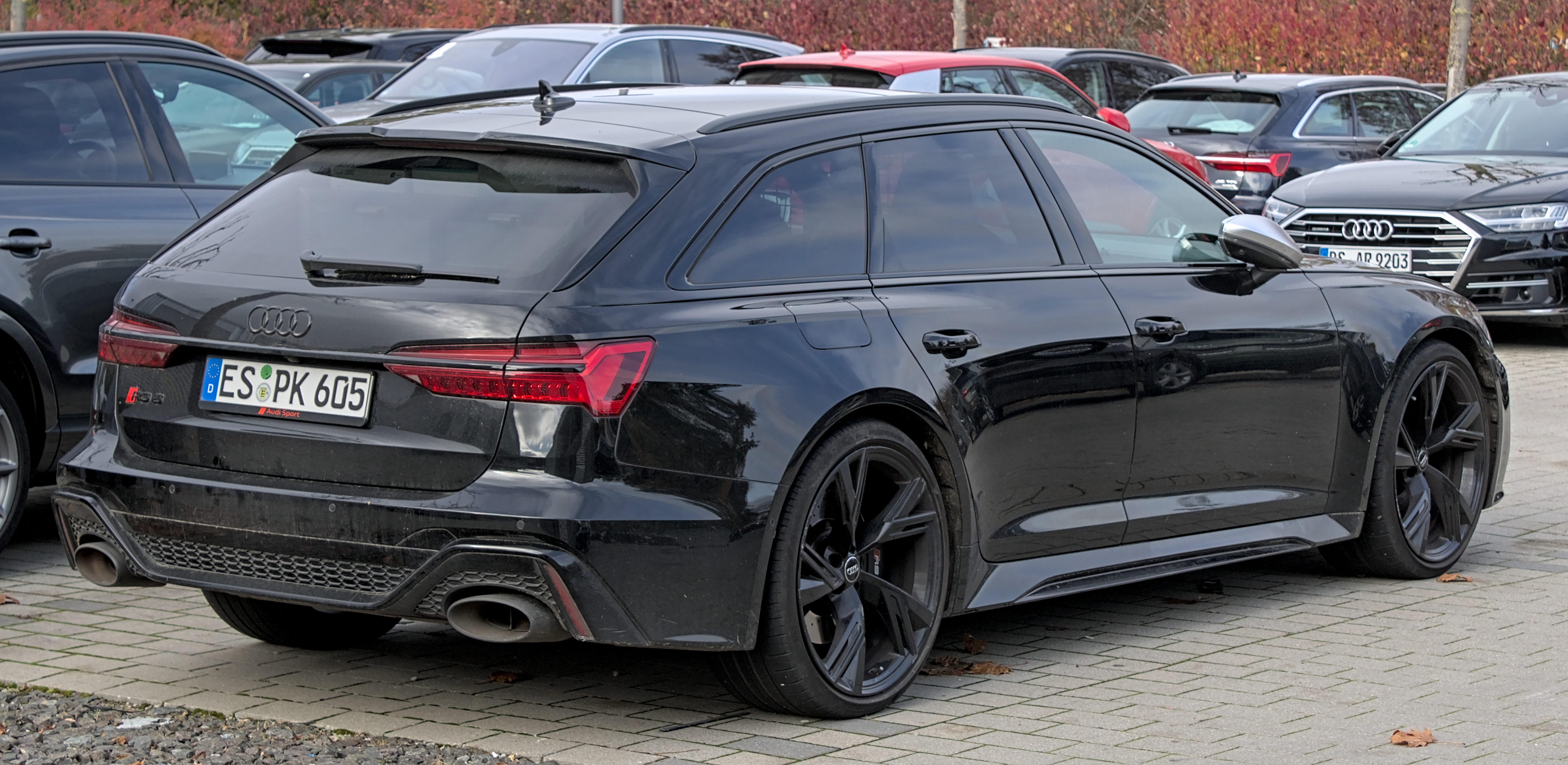
Vue arrière.

Les premières images de la quatrième génération de l'Audi RS6 Avant C8 ont été dévoilée en août 2019. En septembre 2019, il a été officiellement présenté à l'IAA de Francfort. Le RS6 n'est vendu qu'en version break (Avant). Une innovation apportée par la quatrième génération est que cette variante de carrosserie sera également vendue aux États-Unis pour la première fois. Pour marquer cette occasion, Audi a lancé la RS Tribute edition, limitée à 25 unités, pour le marché nord-américain. Il présente des éléments de design rappelant l'Audi Avant RS2.

### Carrosserie
Extérieurement, le RS6 diffère grandement des A6 et S6, puisque seuls le hayon, le toit et les portes avant ont été conservés. Le modèle sportif a :
- les phares du modèle sœur A7 C8 ;
- une calandre sans cadre, basée sur celle de la R8 ;
- des prises d'air sur le capot ;
- une carrosserie élargie de quatre centimètres de chaque côté ;
- son propre diffuseur arrière ;
- des jantes de 21 pouces de série, avec jantes de 22 pouces en option moyennant supplément[43].

### Moteur
L'Audi RS6 reçoit un nouveau bloc moteur d'origine Porsche, le V8 TFSI Bi-Turbo de 4,0 litres (3996cc) des Cayenne et Panamera boosté à 600 ch (441 kW), il est complété par un système hybride léger. Le couple est lui aussi re-travaillé pour atteindre 800 N m grâce au nouveau système Quattro de la marque.

### Transmission
Une transmission automatique à huit rapports avec contrôle de traction nouvellement réglé lors du démarrage (Launch Control) est utilisée pour transférer la puissance, qui entraîne les quatre roues via un différentiel central mécanique.

### Audi RS6 GTO Concept
L'Audi RS6 GTO Concept est un concept car présenté en novembre 2020, basé sur la RS6 Avant C8, qui célèbre les 40 ans du système quattro et rend hommage à l'Audi 90 quattro IMSA GTO.

### Audi RS6 Performance
Une version Performance, dont le moteur est poussé à 630 chevaux, est présentée en novembre 2022. Ses turbocompresseurs sont plus grands que ceux de la RS6 classique, tandis que la pression de suralimentation est passée de 2,4 à 2,6 bars. Par ailleurs, l'isolation allégée entre le compartiment moteur, l'habitacle et l'arrière du break sportif permettent au RS6 de perdre 8 kg tout en faisant davantage entendre le V8 pour les occupants du véhicule. Le RS6 Performance est par ailleurs équipé d'un différentiel central autobloquant mécanique, qui a pour vocation de rendre la conduite plus précise.

Les jantes aluminium de 21 pouces sont proposées de série, tandis que des jantes de 22 pouces sont optionnelles (jantes légères ou en fonte d'aluminium). En outre, le pack Dynamic RS est offert (vitesse maximale portée à 280 km/h, direction intégrale dynamique, différentiel quattro Sport). Un pack Dynamic RS est également proposé en option, avec une vitesse maximale à 305 km/h, un système de freinage céramique RS ou encore des étriers en gris, rouge ou bleu.

### Audi RS6 GT
Le 6 février 2024, Audi a dévoilé une série limitée de la RS6. Appelée RS6 Avant GT, elle s'inspire de la 90 quattro et du concept RS6 GTO de 2020. Limitée à 660 exemplaires seulement, il s'agit de la toute dernière RS6 à avoir un moteur thermique.